# Valbjörn Þorláksson
Valbjörn Þorláksson (Fjallabyggð, 9 giugno 1934 – Skógar, 3 dicembre 2009) è stato un astista e multiplista islandese.

## Biografia
Iniziò l'attività agonistica con il salto con l'asta: nel 1960 partecipò alle Olimpiadi di Roma dove saltò 4,20 m in qualificazione, misura insufficiente a garantirgli l'accesso alla finale. Nel 1961 stabilì il record nazionale con 4,50 m.
Passò quindi a gareggiare nel decathlon: nel 1962 prese parte ai Campionati europei, dove concluse la gara al decimo posto. Alle Olimpiadi del 1964 fu portabandiera per il suo paese e si classificò al dodicesimo posto nella gara del decathlon.
Nel 1966 partecipò nuovamente ai campionati europei ma non riuscì a concludere la gara per un infortunio. Analoga sorte gli capitò in occasione della sua terza Olimpiade, a Città del Messico 1968.
Per due volte, nel 1959 e nel 1965, fu premiato come sportivo islandese dell'anno.